# خانه مجتهدی (سنندج)
ساختمان مجتهدی که امروزه در ضلع شرقی بلوار جدیدالاحداث کردستان قرار دارد، قبلاً در کنار رودخانه و در بافت قدیمی قطار چیان از خیابان‌های اصلی شهر سنندج، واقع بود. این بنا یک حیاط مرکزی در ضلع شمالی دارد و بخش‌های اعیانی آن دو طبقه‌است که بر روی سکویی بلند و مرتفع و مشرف به بلوار ایجاد شده‌است. سکوی آن با مصالح بومی و از سنگ‌های لاشه‌ای ساخته شده‌است. ساختمان دارای یک سالن اصلی با اروسی بسیار زیبا است و در طرفین آن اتاق‌هایی در دو طبقه تعبیه شده‌است.
این بنا از نظر پلان و نما شباهت بسیار به موزه سنندج دارد و معماری آن بی تأثیر ازمعماری موزه نیست. در دو طرف تالار اصلی، اتاق‌ها و راه پله‌هایی به صورت قرینه ساخته شده که یکی از آن‌ها برای عبور زنان و دیگری برای مردان بود. در این بنای ارزشمند، علاوه بر اروسی بزرگ نمای اصلی و داخلی حیاط، اروسی‌های دیگری نیز در ضلع غربی سالن وجود دارد که از آثار با ارزش چوبی دوره قاجار محسوب می‌شود. روی ازاره سنگی داخل ساختمان نیز نقش‌هایی حجاری شده‌است. تاریخ دقیق ساخت این بنا مشخص نیست، اما احتمال دارد که در دوره قاجار ساخته شده باشد.